# 拉扎爾·馬爾科維奇
拉扎爾·馬爾科維奇（1994年3月2日—）是一位塞爾維亞足球運動員，在場上的位置是翼鋒。現效力於土耳其足球超级联赛球隊加斯安塔。